# Enric Torra i Pòrtulas
Enric Torra i Pòrtulas (Fornells de la Selva, 16 de març del 1910 – Mataró, 4 d'agost del 2003) va ser pianista, compositor, director d'orquestra i de corals, mestre de música i professor de piano.

## Biografia
Torra va aprendre les primeres notes amb el seu pare, aficionat al piano i al cant. Estudià a Girona amb Francesc Casellas, i continuà la seva formació a la prestigiosa Acadèmia Marshall de Barcelona, amb els professors Frank Marshall i Domènec Mas i Serracant, el seu mestre d'harmonia i composició. Músic precoç, a set anys ja acompanyava amb el piano les projeccions de cinema mut del seu poble, i als onze escrivia la seva primera obra.
Un cop acabada la seva formació a l'acadèmia, Torra hi romangué durant deu anys com a professor. El 1927, la seva família es traslladà a viure a Mataró, on des d'aleshores fou professor de piano de diverses generacions de mataronins. En el període anterior a la guerra civil espanyola va menar una carrera de concertista de piano, que la contesa estroncà definitivament. Durant el franquisme es dedicà a la docència, la composició i la direcció d'orquestres i de corals. Un dels seus deixebles fou el compositor i pintor britànic Neil Harbisson.
Molt vinculat a la seva vila d'adopció, Mataró, Torra hi destacà per la vinculació a la Sala Cabanyes, que es remunta ja al 1939, i com a director de la Missa de Glòria de Manuel Blanch que s'executa per la festa de les Santes. Diverses obres i arranjaments de Torra es van vincular a la capital del Maresme: la inèdita òpera Burriac, que donà a l'Ajuntament de la ciutat, l'arranjament de la Missa de Glòria, la instrumentació dels Pastorets de Mataró (que es representen a la Sala Cabanyes), l'orquestració dels goigs de les Santes… Per la seva tasca ciutadana, l'any 2001 l'Ajuntament de Mataró el declarà fill adoptiu i quatre anys més tard posà el seu nom a un dels nous vials del Parc Central.
Com a compositor, Enric Torra va ser autor d'una òpera, onze simfonies, sardanes, obres instrumentals per a trio, quartet i quintet, peces per a cant i piano, suites per a piano i per a piano i orquestra, de mètodes de piano i d'iniciació musical. La seva producció s'allarga a més de setanta obres, que comprenen més de dues-centes composicions; part del seu fons personal es conserva a l'Arxiu Comarcal del Maresme.
El seu germà Juli Torra (Fornells de la Selva, 11 d'abril del 1921 – 2 de febrer del 1999) va ser intèrpret de clarinet i saxòfon, compongué diverses sardanes i amb l'Enric tocà a l'Orquestra Casal (Mataró, 1951) i al Conjunt Bahía (Mataró, 1951-1952). Un altre germà, Àngel (1918-Mataró, juliol del 1995), va ser sacerdot escolapi i, durant 41 anys, professor a Califòrnia.
El seu fons documental es conserva a l'Arxiu Comarcal del Maresme.

## Obres
- Ballets del Maresme, suite per a cobla
- Burriac, òpera
- Cançons amatòries
- Costa Brava, suite
- La Creu del Canigó, cantata per a gran orquestra i cors
- Debussiana, op. 3
- Eivissa, suite
- Orquestració dels Goigs de les Santes
- Los Angeles, simfonia guardonada el 1982 per l'alcalde de la ciutat estatunidenca
- Composició, harmonització i orquestració dels Pastorets de Mataró i de La Passió que es representaven a la "Sala Cabañes" de Mataró
- Ramb-Condal, simfonia
- Rapsòdia catalana
- El risc del pastor (1972), música per a cobla
- Romana, simfonia
- Scherzo
- Sons d'Andorra, simfonia

### Sardanes[9]
- Ballem i cantem (1999), per a piano
- El cim de Meranges (1976), sardana obligada per a tible
- Contemplant el riu (1925)
- Dansa d'amor (1946)
- Desconeguda (1968), per a piano
- Dues viles (1980), per a piano
- L'espavilada (1968)
- L'estrella (1981), per a piano
- Fornells (1960)
- Girona imperial (1992), per a piano
- Herbei d'Isil (1978), obligada de tenora
- L'himne de la pubilla, sardana revessa
- L'home gran (1979), obligada de fiscorn, finalista del Premi Sardana de l'Any
- Jo i tu (1976), per a piano
- Mataronina (1930)
- La més bufona (1931)
- Plaça de Santa Anna
- Poncellina (1945)
- Pubillatge de plata (1982), per a piano
- Rebeca (1977), obligada per a flabiol i trombó
- Records de mon poble
- Records d'infantesa (1929)
- Riallera (1956)
- Rosada marinera (1968)
- Rotllana d'amistat (1999), per a piano
- La sardana de l'infant (1980)
- La sardana llarga (1981), per a piano
- La toia (1976), obligada de trompeta

## Discografia
- DC La música del mestre Enric Torra i Pòrtulas. Sabadell: Ars Harmònica, 1997
- DC Tres autores, tres épocas. Al piano, Enric Torra. S.l.: Sonda, 2000